# V Televisión
V Televisión és un canal de televisió privat de Galícia. Va començar a emetre en proves el 9 de març de 2010 i regularment a partir del 30 de maig del mateix any.

## Història i característiques
És el canal de televisió del Grupo Voz. La seva programació està formada per informatius, tertúlies, debats, sèries i programes esportius entre d'altres, a més de programes que ja són habituals a l'emissora del Grupo Voz, Radio Voz.
A partir de maig de 2010, V Televisión va començar a emetre també a la companyia de cable R.